# ケーンコーイ工業団地
ケーンコーイ工業団地 (タイ語:นิคมอุตสาหกรรมแก่งคอย、英語：Kaeng Khoi Industrial Estate）は、タイのタイ工業団地公社の管理する工業団地の一つ。タイ中部サラブリー県ケーンコーイ郡に位置する。1990年に開設。ゲーンコイ工業団地、ゲンコーイ工業団地、ケンコイ工業団地などと記述されることがある。2011年現在2社入居、日系企業はないとみられる。

## 管理事務所所在地
サラブリー県 ケンコーイ郡 タムボン・バーンタート、ムー・1、134
（134 หมู่ 1 ตำบลบ้านธาตุ อำเภอแก่งคอย จังหวัดสระบุรี 18100） 
- 各地からの距離
  - ドンムアン空港より95km
  - バンコクより120km
  - スワンナプーム国際空港より125km
  - クローントゥーイ港より125km
  - レームチャバン港より210km
  - マープタープット工業港より257km

## 用地
- 用地面積 - 総面積 91ha

## 施設
- 水道水：パーサック川から供給。1,000㎥/日
- 電力：50MVAの供給。電圧は22kV。
- 電話：100回線 （TOT）
- 道路：幹線道路は幅員30m。
- 洪水対策：4.5キロメートルの土製堰を団地周囲に設置。
- 防火システム:消火栓。
- ワンストップサービスセンター（OSOS）はタイ工業団地公社本部およびケーンコーイ工業団地事務所に設置。

## 洪水
（2011年工業団地の被災についてはタイ工業団地公社の2011年タイ北部・中部地域及びバンコク都における降雨・洪水被害の項を参照）
2011年10月14日現在浸水はしていないが、10月12日タイ工業団地公社により、洪水被害の可能性がある工業団地として注意を呼びかけている。